# Terry Borcheller
Terry Borcheller (Hialeah, Florida, 22 maart 1966) is een Amerikaans autocoureur. Hij is drievoudig kampioen in de Rolex Sports Car Series en heeft een keer de American Le Mans Series gewonnen. In 2004 en 2010 won hij de 24 uur van Daytona.

## Carrière
Borcheller werd in 1983 nationaal kampioen in het kartkampioenschap van de Amerikaanse World Karting Association. In 1991 begon hij zijn professionele autosportcarrière in de Barber Saab Pro Series. In 1998 won hij de GS-klasse van de IMSA Speedvision Cup en de T-1-klasse van de SPEED World Challenge. In 2000 werd hij kampioen in de GTO-klasse van de Rolex Sports Car Series in een Saleen Mustang. Het jaar daarop nam hij in een Saleen S7R deel aan de GTS-klasse van de American Le Mans Series (ALMS), die hij ook wist te winnen. Dat jaar debuteerde hij tevens in de 24 uur van Le Mans, waarin hij samen met Franz Konrad en Oliver Gavin derde werd in de GTS-klasse. In 2002 keerde hij terug in de Rolex Sports Car Series en won hij de titel in de SRP II-klasse. In 2003 werden de verschillende klassen binnen het kampioenschap overhoop gehaald en kwam Borcheller uit in de Daytona Prototype-klasse, waarin hij ook kampioen werd.
In 2004 behaalde Borcheller zijn eerste overwinning in de 24 uur van Daytona voor het team Bell Motorsports met een Doran, die hij deelde met zijn teamgenoten Christian Fittipaldi, Forest Barber en Andy Pilgrim. Hij eindigde uiteindelijk als negende in de Rolex Sports Car Series. Hij bleef tot 2006 actief bij dit team, maar het materiaal dat hij kreeg bleef achter bij dat van Riley en Crawford.
In 2007 reed Borcheller in een handvol races in verschillende klasses van de Rolex Sports Car Series, waaronder de Daytona Prototype, de GT en de KONI Challenge Series. Ook keerde hij terug in de ALMS, waarin hij in de GT2-klasse elf races voor het Team Trans Sport reed. In 2008 reed hij in de 24 uur van Daytona bij het team Brumos Porsche, waarna hij vervolgens een volledig seizoen in de GT1-klasse van de ALMS voor Bell Motorsports in een Aston Martin DBR9 reed. In 2009 reed hij enkele races in de Rolex Sports Car Series, en in 2010 won hij zijn tweede 24 uur van Daytona, samen met João Barbosa, Ryan Dalziel en Mike Rockenfeller.
In 2011 en 2012 werd Borcheller respectievelijk twaalfde en veertiende in de Rolex Sports Car Series. In 2013 werd hij kampioen in de ST-klasse van de Continental Tire Sports Car Challenge, de opvolger van de KONI Challenge Series. Hij bleef tot 2016 met wisselend succes in deze klasse rijden. In 2017 reed hij een enkele race in de Pirelli World Challenge. Daarna reed hij pas in 2022 weer voor het eerst in races, toen hij uitkwam in de GT4 America Series.